# Doug Smith
Douglas Bryan Smith (Aberdeen, 18 november 1937 – 5 december 2012) was een Schots voetballer die zijn volledige carrière speelde voor Dundee United. 
Smith maakte zijn debuut voor Dundee United tegen Alloa Athletic in de Scottish Second Division op 22 april 1959 en maakte 628 wedstrijden voor de club tot 1976. 